# Jerome L. Johnson

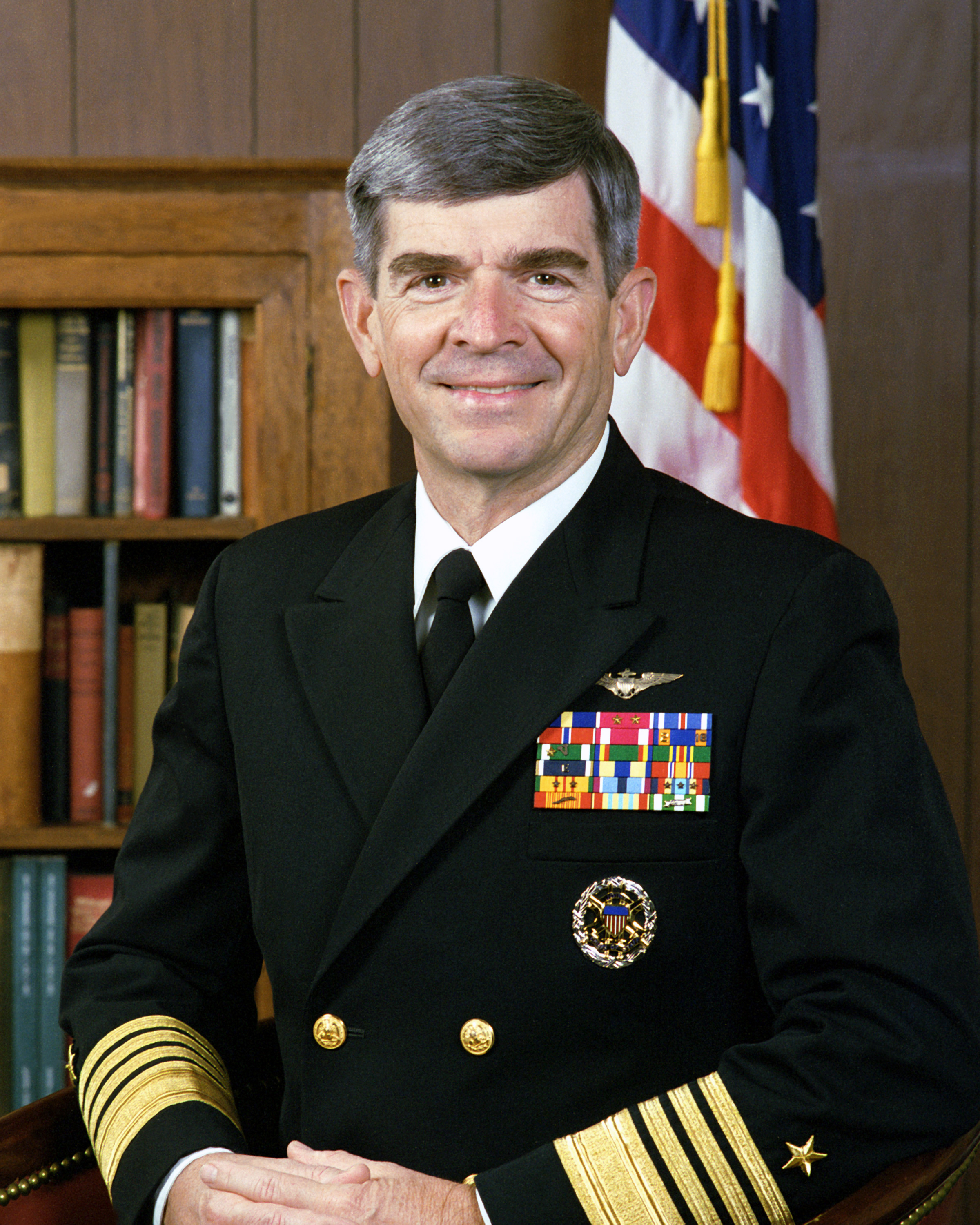
Admiral Jerome L. Johnson

Jerome „Jerry“ LaMarr Johnson (* 21. September 1935 in Texas) ist ein ehemaliger Admiral der US Navy, der zuletzt zwischen 1990 und 1992 Vize-Chef des Stabes der Marine (Vice Chief of Naval Operations) war.

## Leben

### Offiziersausbildung und Verwendungen als Offizier und Stabsoffizier
Johnson absolvierte nach dem Schulbesuch ein grundständiges Studium an der Texas A&M University und begann im Januar 1955 seine Offiziersausbildung sowie die Ausbildung zum Marineflieger (Aviation Cadet Training Program) auf dem Marinefliegerstützpunkt Naval Air Station Pensacola. Nach der Ausbildung fand er zwischen August 1956 und März 1959 Verwendung auf dem Marinewaffenversuchsstandort NAOTS (Naval Ordnance Test Station) in Chincoteague sowie im Anschluss als Flugausbilder für Grumman F-9-Jagdbomber auf dem Marinefliegerstützpunkt Naval Air Station Jacksonville. Danach absolvierte er von Juli 1960 bis August 1962 ein postgraduales Studium an der Naval Postgraduate School (NPS) in Monterey sowie zwischen Juli 1962 und Juni 1963 ein weiteres Studium am neugegründeten National Defense Intelligence College in Washington.
Daraufhin fand Johnson zwischen Juni 1963 und Juni 1966 Verwendung als Instandhaltungs- und Wartungsoffizier auf dem Marinefliegerstützpunkt Naval Air Station Cecil Field und dem Flugzeugträger Shangri-La, ehe er von Juni 1966 bis März 1968 Operationsoffizier auf dem Flugzeugträger Saratoga war. Für seine militärischen Verdienste im Vietnamkrieg wurde er mit dem Distinguished Flying Cross sowie 18 Mal mit der Air Medal ausgezeichnet. Im Anschluss war er zwischen April 1968 und August 1970 als Offizier für Berufungs- und Ernennungsverfahren im Marinepersonalamt (Bureau of Naval Personal) tätig und von Januar 1970 bis Dezember 1971 erst stellvertretender Kommandeur (Executive Officer) und danach zwischen Dezember 1971 und Dezember 1972 Kommandeur (Commanding Officer) der auf dem Marinefliegerstützpunkt Naval Air Station Lemoore sowie dem Flugzeugträger Enterprise stationierten Angriffsstaffel 27 (Attack Squadron 27). Danach war er von Januar 1973 bis Mai 1973 Offizier für das Sonderprojekt zur Einführung von Vought A-7E-Kampfflugzeugen auf dem Stützpunkt Naval Air Station Lemoore sowie zwischen Juni 1973 und Oktober 1974 erst Navigationsoffizier auf dem Flugzeugträger Nimitz und danach von Oktober 1974 bis Dezember 1975 auf dem Flugzeugträger Independence.

### Aufstieg zum Admiral

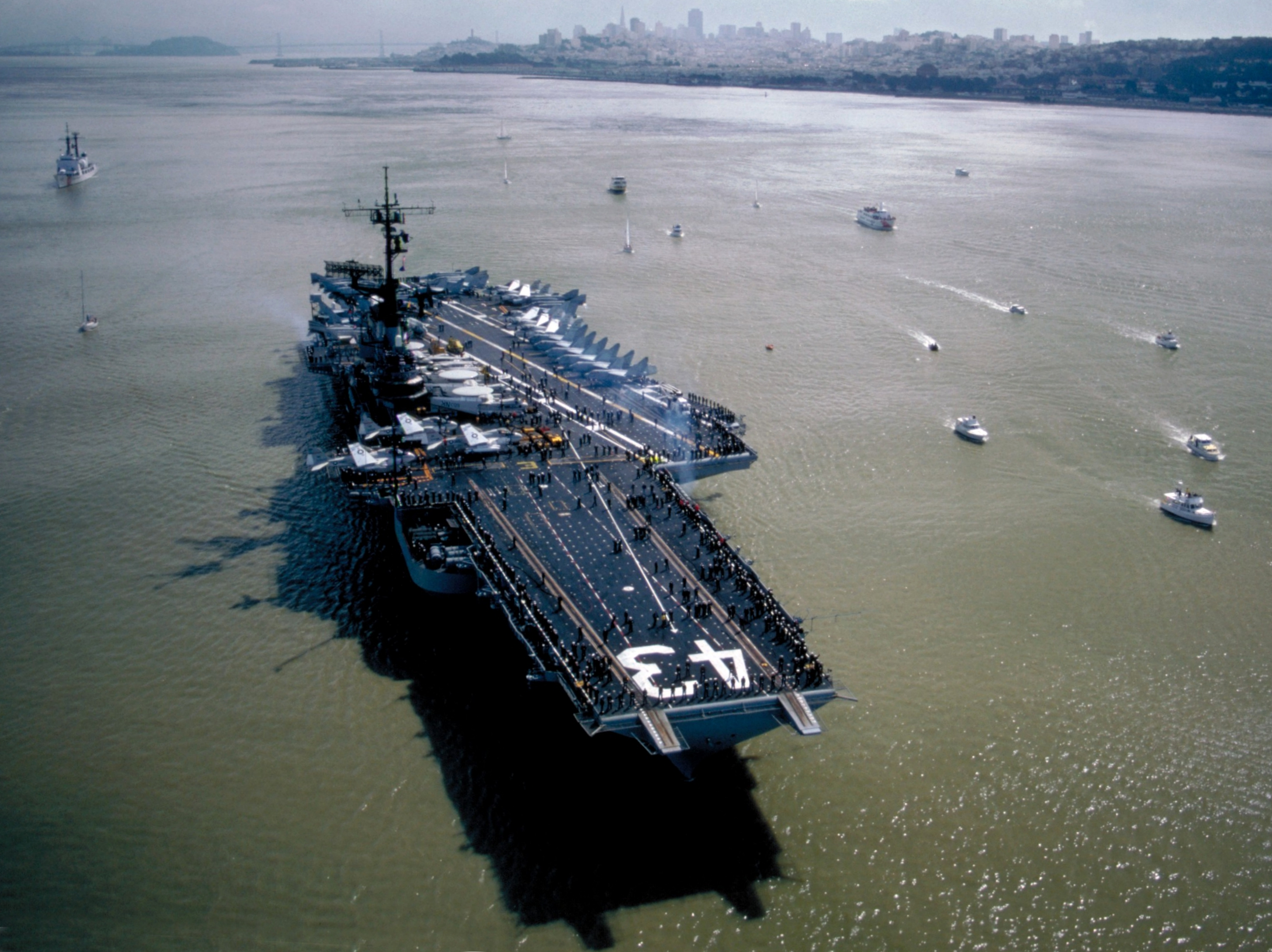
Johnson war von Juli 1981 bis Januar 1983 Kommandant des Flugzeugträgers Coral Sea

Im Anschluss fungierte Johnson zwischen Dezember 1975 und Dezember 1976 als Direktor für die Ausbildung zukünftiger Erster Offiziere und Kommandierender Offiziere (PXO/PCO) an der Amphibische schule der Marine in Little Creek sowie von Dezember 1976 bis Juni 1979 als Operationsoffizier und Chef des Stabes der Flugzeugträgergruppe Drei (Carrier Group Three), ehe er zwischen Juli und August 1979 einen Kommandeurslehrgang beim Kommandeur der U-Boot-Verbände im Pazifikraum (COMNAVSURFPAC) in San Diego war. Daraufhin war er von September 1979 bis Februar 1981 Kommandant des Versorgungsschiffs San Jose. Nachdem er zwischen Februar und Juni 1981 einen Offizierslehrgang für Materialbereitstellung absolviert hatte, fungierte er von Juli 1981 bis Januar 1983 als Kommandant des Flugzeugträgers Coral Sea und daraufhin zwischen Februar und September 1983 als Operationsoffizier im Hauptquartier der US-Pazifikflotte (US Pacific Fleet) in Pearl Harbor auf Hawaii. Im Anschluss folgten von Oktober 1983 bis Oktober 1986 verschiedene Verwendungen als Operationsplanungsoffizier in der Operationsabteilung der US Navy sowie im Stab des Marineministers (US Secretary of the Navy)
Danach war Johnson zwischen November 1986 und Juli 1988 Kommandeur der Flugzeugträgergruppe Vier (Carrier Group Four) sowie in Personalunion Kommandeur der Flugzeugträgerangriffsflotte (Carrier Striking Fleet) der NATO. Im Anschluss fungierte er von August 1988 bis Mai 1990 als Kommandeur der Zweiten US-Flotte (US Second Fleet) sowie zugleich als Kommandeur der Angriffsflotte der NATO. Zuletzt löste er im Mai 1990 Admiral Leon A. Edney als Vize-Chef des Stabes der Marine (Vice Chief of Naval Operations) und bekleidete diesen Posten bis zu seinem Ausscheiden aus dem aktiven Militärdienst im Juli 1992, woraufhin Admiral Stanley R. Arthur am 6. Juli 1992 seine Nachfolge antrat. Für seine Verdienste in der Zeit wurde ihm die Navy Distinguished Service Medal sowie drei Mal der Legion of Merit verliehen.

## Auszeichnungen
- Navy Distinguished Service Medal
- Legion of Merit (3×)
- Distinguished Flying Cross
- Air Medal (18×)